# Sycophaga afflicta
Sycophaga afflicta är en stekelart som beskrevs av Grandi 1916. Sycophaga afflicta ingår i släktet Sycophaga och familjen fikonsteklar. Inga underarter finns listade i Catalogue of Life.